# Масс-спектрометрия с прямой лазерной десорбцией
Масс-спектрометрия с прямой лазерной десорбцией (англ. direct laser desorption mass spectrometry — LDMS) — десорбционный метод ионизации, обусловленной воздействием лазерного излучения на поверхность нелетучей пробы. Термин «лазерная десорбция» используется в тех случаях, когда лазерное воздействие на поверхность образца ограничено лишь десорбцией молекул, молекулярных радикалов и молекулярных ионов. Если же мощность лазерного излучения достаточна для диссоциации и ионизации продуктов лазерного воздействия (лазерной абляции), то есть формирования пара атомарных ионов над поверхностью образца, в этом случае такая методика обычно называется лазерно-искровая масс-спектрометрия (ЛИМС) или просто лазерная микромасс-спектрометрия.

## Общая информация
Этот метод активно развивался в 1960—1970-х годах. Идея была схожа с масс-спектрометрией вторичных ионов (англ. secondary-ion mass-spectrometry — SIMS) или FAB: чтобы получить пучок ионов, облучать поверхность нелетучей пробы лазерными импульсами. Кроме того, ЛИМС стала популярной благодаря относительно простым требованиям к оптике и пробоподготовке, а также как микроаналитический метод. ЛИМС в приборном исполнении воплотилась в анализаторы под торговыми именами LIMA (Kratos, early Cambridge imstrument), LAMMA (leybold Heraeus).
Видоизменённый метод ЛИМС также используется для поверхностного картирования.

## Применение
- лазерно-искровая масс-спектрометрия (ЛИМС): элементный микроанализ
- анализ объектов окружающей среды (например измерение размера частиц)
- полимерные поверхности
- промышленные пробы
- судебная экспертиза (напр. анализ волокон)